# Nokia Lumia 520
Nokia Lumia 520(ノキア ルミア ごーにーまる)は、フィンランドのノキアによって開発された、LumiaシリーズのWindows Phone搭載スマートフォンのエントリーモデルである。